# Jacob Gole
Jacob Gole (Amsterdam, 1660-1737) est un graveur, dessinateur et éditeur néerlandais.

## Biographie
On connaît peu de sa vie. Il est connu pour ses portraits en manière noire de personnalités les plus importantes de son époque, telles que Guillaume III d'Orange-Nassau, le pape Innocent XI, Philippe d'Orléans, Louis XIV, Jean III Sobieski, Auguste II, Frédéric-Guillaume Ier de Brandebourg, Kara Mustafa.
Il a également fait un portrait de Rembrandt, de qui il a interprété plusieurs gravures.